# Большое Иевлево
Большое Иевлево — село в составе Воздвиженского сельсовета в Воскресенском районе Нижегородской области.

## География
Находится на расстоянии примерно 18 километров по прямой на северо-восток от районного центра поселка  Воскресенское.

## История
Село известно с 1684 года. В 1859 годуона была учтена как деревня Макарьевского уезда Нижегородской губернии, и в ней было отмечено 53 двора и 394 жителя. В 1911 году 62 двора, в 1925 году 810 жителей. В 1905 году в селе был построен спиртопорошковый завод, где изготавливали смолу, деготь и спирт.

## Население
Постоянное население составляло 329 человека (русские 100%) в 2002 году, 296 в 2010 году .